# The Bells of Saint John
"The Bells of Saint John" (intitulado "Os Sinos de Saint John" no Brasil) é o sexto episódio da sétima temporada da série de ficção científica britânica Doctor Who, transmitido originalmente através da BBC One em 30 de março de 2013, servindo como a estreia da segunda parte da temporada. Foi escrito pelo showrunner Steven Moffat e dirigido por Colm McCarthy.
O episódio marca a terceira aparição de Jenna-Louise Coleman como Clara Oswald, mas sua primeira aparição oficial como a nova acompanhante de viagem do alienígena viajante do tempo conhecido como Décimo primeiro Doutor. A história se concentra nele e sua busca por Clara após dois encontros anteriores com ela em diferentes momentos do tempo, ambos terminando em sua morte. Encontrando uma terceira versão na Londres atual, ele logo precisa salvá-la e ao resto da Terra da Srta. Kizlet (Celia Imrie) e seu empregador, a Grande Inteligência, enquanto eles usam o Wi-Fi do mundo para enviar pessoas para uma nuvem de dados por meio de robôs conhecidos como Servidores, casualmente chamados de Cabeças de Colher.
"The Bells of Saint John" foi projetado para ser um "thriller urbano", no sentido de que está pegando "algo onipresente em sua vida e tornando-o sinistro". Foi assistido por 8,44 milhões de espectadores no Reino Unido e recebeu críticas geralmente positivas, embora vários revisores tenham achado que o enredo e a ameaça eram fracos.

## Enredo

### Prelúdio
Em 23 de março de 2013 a BBC divulgou um curto vídeo para o episódio, escrito por Steven Moffat. No prelúdio, o Doutor está sentado nos balanços de um parquinho infantil quando conhece uma garotinha. Eles falam sobre perder coisas e o Doutor afirma que perdeu alguém duas vezes e espera poder encontrá-la novamente. A garota diz a ele que, quando perde algo, vai para um lugar tranquilo para pensar e então consegue se lembrar de onde colocou. Quando a garota vai embora é revelado que ela é Clara Oswald.

### Sinopse

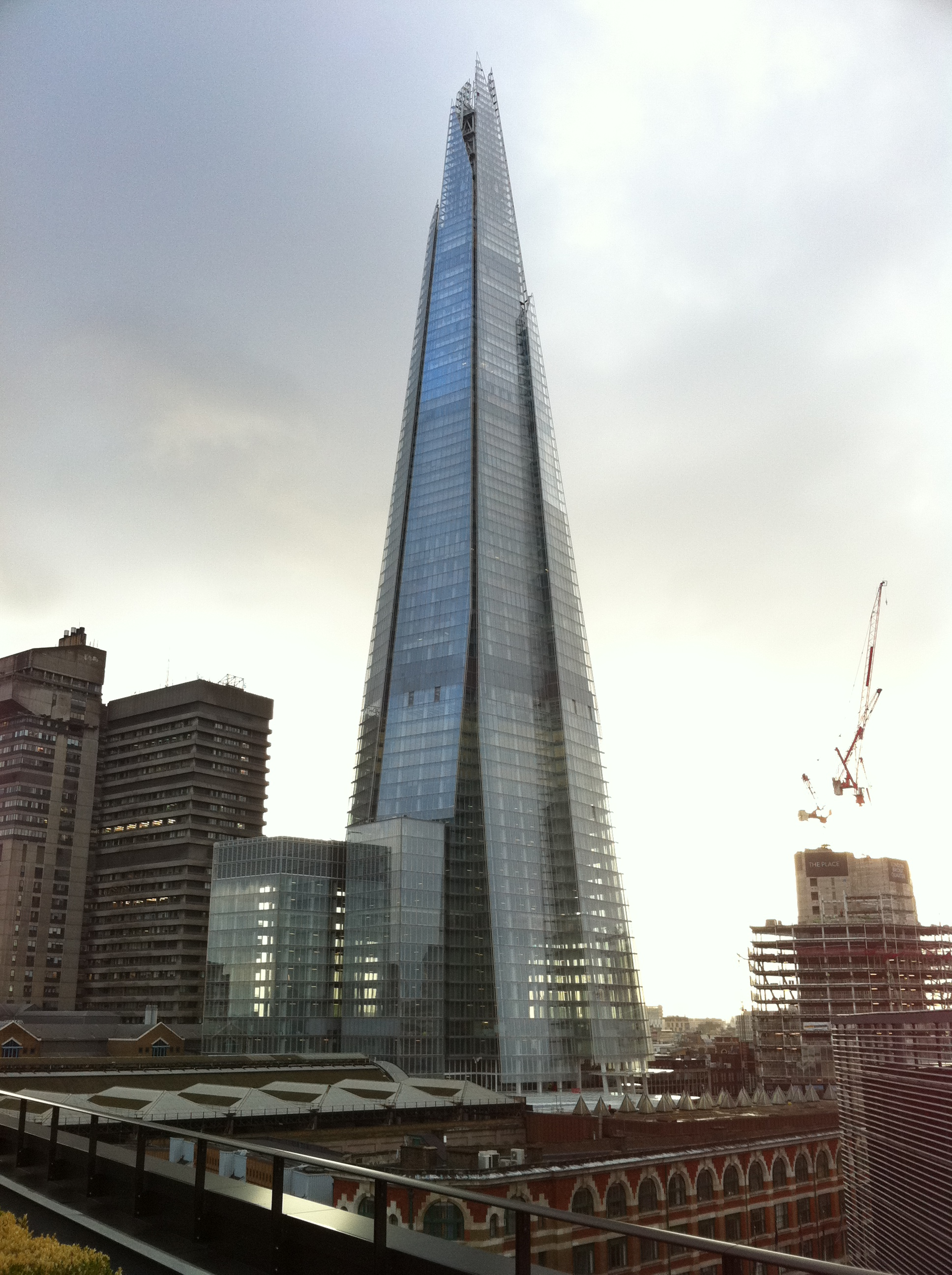
Grande parte do episódio ocorre em torno do The Shard, dentro do qual a organização da senhorita Kizlet trabalha.

O Doutor se retirou para um monastério na Cúmbria em 1207 para contemplar o mistério de Clara Oswald, uma mulher que ele havia conhecido duas vezes anteriormente, mas que morreu nas duas ocasiões. Ele atende o telefone externo na TARDIS e do outro lado outro da linha está Clara, que o Doutor inicialmente não reconhece. Ela, tendo recebido o número de "uma mulher na loja" e acreditando que é o suporte técnico do Wi-Fi, pede ajuda para se conectar à internet. Quando Clara repete uma frase que versões anteriores suas disseram, o Doutor percebe quem ela é e parte para encontrá-la.
Chegando na Londres atual ele encontra a mente de Clara sendo "carregada" por meio de um servidor robótico móvel disfarçado de uma jovem garota usando o Wi-Fi. O Doutor interrompe o processo e o reverte com sucesso, enviando uma mensagem de que Clara está sob sua proteção. Os dois então testemunham quando os carregadores fazem um avião cair sobre eles. A dupla usa a TARDIS para adentrá-lo e o salvam antes que caia.
O Doutor e Clara viajam para um café, onde ela usa habilidades computacionais que adquiriu com sua experiência de quase-carregamento para rastrear os carregadores até sua base no The Shard. O Doutor encontra pessoas dentro do café sob o controle da Srta. Kizlet, que explica que mentes humanas vivas estão sendo alimentadas para seu cliente. A mulher o distrai por tempo suficiente para que um servidor disfarçado dele carregue a mente de Clara completamente. O Doutor irritado reprograma este servidor e o envia para o escritório da Srta. Kizlet dentro do The Shard, que exige que ela libere todas as mentes que foram carregadas, o que ela se recusa a fazer. O Doutor então usa o servidor para carregar a Srta. Kizlet para a rede, de onde ela ordena que seus subordinados a liberem. No entanto, a única maneira de liberá-la é libertando todos, o que eles fazem, e assim todos os outros, incluindo Clara, são restaurados.
A restaurada Srta. Kizlet contata seu cliente, a Grande Inteligência, para relatar seu fracasso a ele, que ordena que ela reinicie todas as pessoas que trabalham lá, incluindo ela mesma, limpando suas memórias no processo. Enquanto isso, o Doutor leva Clara para casa e lhe oferece uma chance de viajar com ele, o que ela recusa. Ela diz a ele para voltar na manhã seguinte, pois ela pode mudar de ideia até lá.

### Continuidade
Summer Falls, o livro que Clara lê para Artie, é escrito por "Amelia Williams", o nome de casada da acompanhante anterior do Doutor, Amy Pond. ela era uma escritora de viagens no século XXI antes de ser permanentemente enviada de volta no tempo para o início do século XX, onde tornou-se editora do romance policial/guia de sua filha.
A Grande Inteligência faz sua segunda aparição consecutiva depois de ser vista no episódio anterior, "The Snowmen". Neste intervalo de tempo, o vilão encontrou-se com a segunda encarnação do Doutor duas vezes, a primeira nas montanhas do Himalaia durante a década de 1930 e outra no metrô de Londres na década de 1970.
A mulher na loja que deu a Clara o número do Doutor é mencionada em "Deep Breath". O Décimo segundo Doutor comenta que pareceria que alguém estava tentando juntá-los. O episódio "Death in Heaven" revela que foi o Mestre (em sua encarnação feminina conhecida como Missy) quem deu o número para Clara.

## Produção

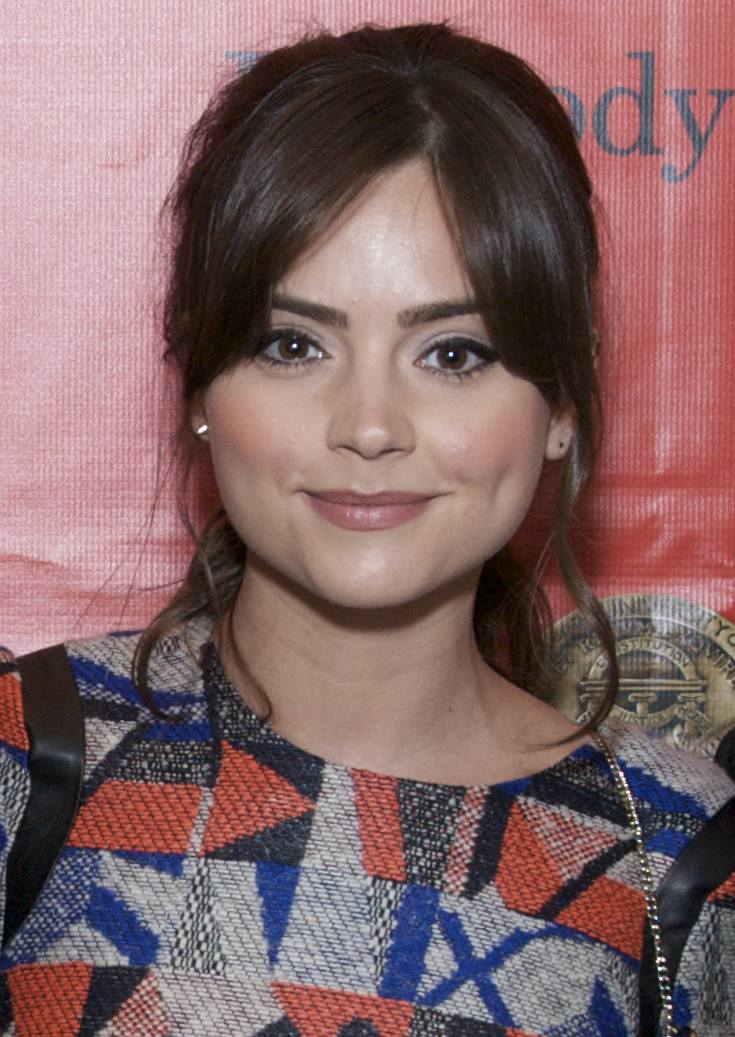
"The Bells of Saint John" apresenta a estreia da terceira versão da personagem de Jenna-Louise Coleman, Clara Oswald, a partir do qual ela se torna na acompanhante de viagens do Doutor.

O roteirista e showrunner da série, Steven Moffat, descreveu a premissa como:
É tradicional em Doctor Who pegar algo onipresente em sua vida e torná-la sinistra, se algo entrasse no Wi-Fi, estaríamos presos. Ninguém tinha realmente feito isso antes, então eu pensei, 'É hora de assustar as crianças com o Wi-Fi!".'
No entanto, ele negou que sua intenção fosse alertar sobre a tecnologia, mas sim contar uma história de aventura sobre uma "nova maneira de os alienígenas nos invadirem" baseada em algo com o qual os espectadores estariam familiarizados. O produtor Marcus Wilson sugeriu que o episódio fosse um "thriller urbano", já que a história seria ambientada na Londres contemporânea para apresentar Clara e os monstros do Wi-Fi. Moffat comparou o estilo a James Bond e The Bourne Identity. Ele disse ainda que o episódio era "uma montanha-russa de ação" em vez de uma história com a intenção de ser assustadora.
Apesar de ter sido anunciada como a atriz que interpretaria a nova acompanhante do Doutor, Jenna-Louise Coleman apareceu anteriormente como duas personagens diferentes, chamadas Oswin e Clara, respectivamente, em "Asylum of the Daleks" e "The Snowmen"; no entanto, é "The Bells of Saint John" que apresenta a versão que seria a companheira de viagens do Doutor. Coleman interpretou cada versão da personagem como indivíduos diferentes com "confiança de que haveria uma recompensa" para seu mistério. Moffat descreveu esta versão de Clara como "mais do mundo real" e o ator Matt Smith afirmou que Clara "reacende a curiosidade [do Doutor] no universo e lhe devolve seu encanto".
A leitura do roteiro de "The Bells of Saint John" ocorreu em 19 de setembro de 2012 no Roath Lock Studios. Foi o primeiro episódio de Doctor Who dirigido por Colm McCarthy. As filmagens começaram em 8 de outubro; algumas ocorreram em Londres, na Ponte de Westminster e ao longo do Rio Tâmisa, enquanto as cenas de moto foram gravadas por volta de 16 de outubro. As cenas no telhado foram filmadas no Grange St Paul's Hotel. O local deveria ser em Covent Garden, mas foi alterado para um lugar com uma vista melhor do The Shard.

## Transmissão e recepção
"The Bells of Saint John" foi transmitido pela primeira vez no Reino Unido na BBC One em  em 30 de março de 2013, na mesma data nos Estados Unidos pela BBC America e no Canadá pela Space. Foi exibido no dia seguinte na Austrália pela ABC1 e na África do Sul na BBC Entertainment. O episódio foi ao ar em 11 de abril na Nova Zelândia pela Prime.
Os números preliminares de audiência durante a noite mostraram que foi assistido por 6,18 milhões de espectadores  ao vivo no Reino Unido, chegando a um pico de 6,68 milhões, com uma participação da audiência de 29,8%; isso o colocou em terceiro lugar durante a noite. Quando a audiência final consolidada foi calculada, o público subiu para a 8,44 milhões de espectadores, ficando em segundo lugar na semana na BBC One. "The Bells of Saint John" também teve 0,96 milhões de solicitações no BBC iPlayer em março e 1,3 milhões de solicitações em abril. Recebeu um Índice de Apreciação do público de 87. Ao longo de 2013, o episódio recebeu 2,61 milhões de visualizações no iPlayer.

### Recepção critica
"The Bells of Saint John" recebeu críticas geralmente positivas, mas vários revisores se sentiram decepcionados com a história. Nick Setchfield da SFX deu ao episódio quatro e meia de cinco estrelas. Ele foi positivo em relação ao estilo visual e ao enredo, bem como às atuações de Smith, Coleman e Celia Imrie. Um crítico da Radio Times ficou satisfeito que Coleman estava interpretando Clara como uma companheira direta e destacou sua química com Smith. Ele o descreveu como "um episódio extremamente agradável que se deleita em seu cenário moderno de Londres", elogiando a maneira como suas ideias foram realizadas visualmente em tela. Hilary Wardle da MSN classificou-o com quatro de cinco estrelas, observando que ele se movia em um ritmo rápido e o enredo era semelhante a "The Idiot's Lantern" (2006), mas foi "muito bem feito". Ela elogiou especialmente a química entre Smith e Coleman.
Ben Lawrence, escrevendo no The Daily Telegraph, deu ao episódio quatro de cinco estrelas, dizendo que tinha muito para "cativar" um espectador atual e mostrou como Doctor Who estava constantemente se reinventando. Uma declaração semelhante foi feita por Euan Ferguson do The Observer, que também escreveu que o episódio foi "esplêndido" com bons vilões, embora achasse que a trama era "insanamente complicada" e difícil de entender. Morgan Jeffery do Digital Spy também avaliou "The Bells of Saint John" com quatro estrelas, sentindo que a ameaça "deixa um pouco a desejar" e a aparência física dos Cabeças de Colher não era memorável. No entanto, ele disse que "praticamente todo o resto era maravilhoso", especialmente a nova caracterização de Clara. O crítico da IGN Mark Snow avaliou o episódio com uma nota 8,2 de 10. Ele elogiou o conceito do Wi-Fi, mas ficou desapontado com os Cabeças de Colher e achou que eram mais discretos do que foram promovidos.
Alasdair Wilkins do The A.V. Club deu a "The Bells of Saint John" uma nota "B", explicando que o enredo sofria assim como as introduções anteriores de acompanhantes porque a ameaça era secundária ao estabelecimento de Clara. Ele também escreveu que o episódio "luta para tornar todos os elementos do gênero escolhidos atraentes" e não foi positivo em relação à ameaça do Wi-Fi e questionou o quão realista era a tecnologia vista. Apesar disso, ele disse que ainda era "divertido" com boas atuações. Dan Martin do The Guardian ficou desapontado, escrevendo que "faz uma boa representação de suas locações icônicas em Londres... mas depois do ponto de virada que foi "The Snowmen", parece que este episódio elegante fica consistentemente aquém". Ele achou os monstros e o enredo familiares a episódios anteriores, mas observou que um episódio de abertura "genérico" era comum para o programa quando estava apresentando um novo acompanhante, o que foi feito com sucesso com Clara. Neela Debnath no The Independent ecoou sentimentos semelhantes, acreditando que não correspondia a antecipação e reutilizou vários elementos de episódios anteriores. Jon Cooper do Daily Mirror escreveu que "The Bells of Saint John" "teve seus momentos", mas "como um todo não atingiu o nível dos episódios anteriores". Embora tenha gostado da mudança de tom, achou que as peças da trama foram encaixadas à força e também expressou preocupação com o fato de Clara, apesar do sucesso de Coleman, ser muito parecida com a acompanhante anterior, Amy Pond (Karen Gillan).
Na Doctor Who Magazine, Graham Kibble-White fez uma crítica positiva, descrevendo-o como "Doctor Who animado e emocionante". Ele elogiou o fato de que "as sequências de ação foram tocadas com fúria e os floreios atuais de tudo é possível continuam inabaláveis". Ele observou que "há algo inútil, mas agradável, em ter o pupilo de Clara, Artie, lendo Summer Falls - um livro escrito por Amelia Williams". Além disso, ele descreveu os Cabeças de Colher como "uma ameaça muito eficaz, embora escrito como um dos soldados de infantaria do mundo de Doctor Who, com apenas a facilidade verbal de parafrasear o que foi dito", e afirmou que "a revelação da ausência côncava na parte de trás do crânio é  arrepiante". No entanto, ele reclamou que, para ele, o palpite de Clara de que a TARDIS era uma "cabine de amassos" parecia "algo que um garoto de 13 anos diria, não o que uma mulher de 24 falaria".